# Impero seleucide
L'Impero seleucide (in greco antico: Βασιλεία τῶν Σελευκιδῶν?, Basilèia tṑn Seleukidṑn) è stato un regno del periodo ellenistico fondato sui territori di Mesopotamia, Siria, Persia e Asia Minore, governato dai sovrani dell'impero seleucide, appartenenti per la maggior parte alla dinastia seleucide iniziata con Seleuco I dopo la disgregazione dell'impero di Alessandro Magno, e conclusosi definitivamente nel 64 a.C. con la conquista romana ad opera di Gneo Pompeo Magno e la creazione della provincia romana di Siria.

## Storia

### Le origini
Dopo la morte di Alessandro Magno (323 a.C.), il potere effettivo passò nelle mani dei suoi generali, i diadochi, che si divisero le sue immense conquiste. La Persia fu suddivisa tra vari satrapi macedoni, tra i quali emerse presto la figura di Seleuco, satrapo di Babilonia.
Seleuco si fece incoronare re di Babilonia nel 305 a.C. ed impose la sua autorità su tutte le province orientali. Nel 301 a.C. Antigono Monoftalmo, che governava l'Asia Minore e la Siria, fu sconfitto da una coalizione degli altri diadochi: Seleuco si impossessò della Siria dove, sulle rive dell'Oronte, fondò Antiochia, in onore di suo padre. L'impero di Seleuco raggiunse la sua massima estensione nel 281 a.C., quando Lisimaco, signore di Tracia e Asia Minore, fu sconfitto e ucciso alla battaglia di Corupedio; Seleuco inglobò nei suoi possedimenti l'Anatolia e si apprestava a invadere le terre europee di Lisimaco, quando fu assassinato, ormai ottantenne, da un sicario dell'egiziano Tolomeo Cerauno.

### I primi sovrani

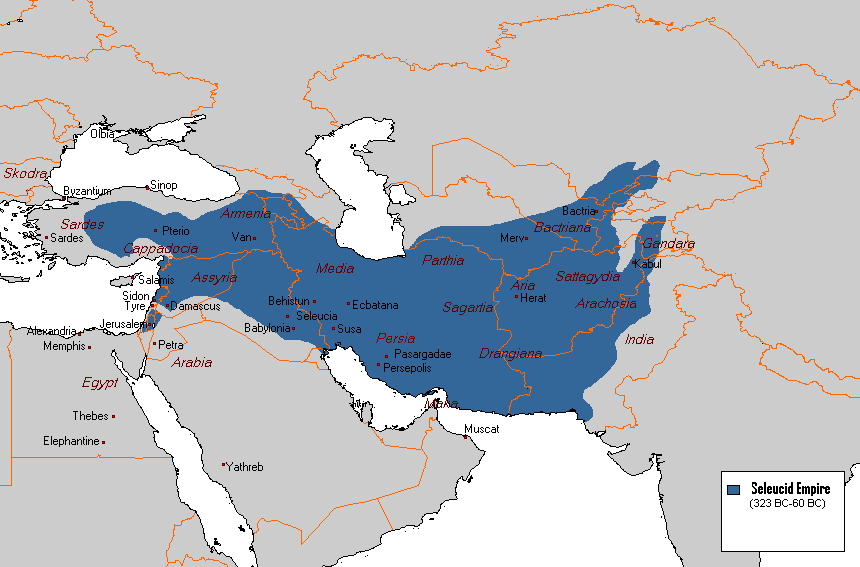
L'Impero seleucide circa all'epoca di Antioco I

La corona passò al figlio Antioco I, e da questi al figlio Antioco II, che regnarono con il titolo persiano di Gran Re su un impero che si estendeva dall'Afghanistan al Mar Egeo.
Antioco I (divenuto re nel 281 a.C.) dovette affrontare fin da subito la notevole sfida di mantenere unite le immense conquiste territoriali del padre, impresa che lo tenne impegnato per quasi tutta la vita e gli riuscì solo in parte. Per prima cosa decise di abbandonare la Tracia, regione troppo periferica per essere difesa efficientemente e fonte di un pericoloso contenzioso con il re di Macedonia Antigono II Gonata; dopo questo fatto stipulò un patto di amicizia con il sovrano antigonide, che fu alla base della alleanza storica fra Seleucidi e Antigonidi contro i Tolomei.
Dovette poi affrontare una ribellione nel distretto di Seleucis, il più importante del regno, che riuscì a schiacciare perdendo però quasi tutti i suoi elefanti, facendosene inviare di nuovi dalla provincia di Battria. Dovette poi far fronte alla terribile invasione dei Galati, ovvero dei celti: queste popolazioni negli anni precedenti erano penetrate nei Balcani e si erano stabilite in Tracia. I numerosi regnanti dell'Asia Minore li convocarono perché combattessero al loro servizio e accettarono di trasportarli al di là del Ellesponto; tuttavia la situazione sfuggi loro di mano e i Galati cominciarono a seminare terrore per tutta l'Anatolia. Antioco dovette dunque affrontare nel 275 a.C. una terrificante armata celtica composta da più di 40.000 uomini; nella grandiosa Battaglia d'Elefanti riuscì a sconfiggere con un piccolo esercito la potente armata galata utilizzando astutamente i pachidermi indiani. Questa grande vittoria gli valse l'appellativo di Sotere, "il Salvatore".
Più tardi dovette affrontare Tolomeo II Filadelfo nella cosiddetta Prima guerra siriaca; la causa di questa guerra era che sia i Seleucidi sia i Tolomei reclamavano la regione di Celesiria, che corrisponde circa al Libano e alla Palestina. In questa guerra Antioco perse il controllo di alcune zone dell'Asia Minore ma riuscì a conservare la Celesiria fino a Damasco. Il regno di Antioco fu segnato anche da spedizioni geografiche atte a comprendere a fondo le nuove regioni che i greci si trovarono a dominare; la prima esplorò il Mar Nero, la seconda, che fu anche una spedizione militare, le terre degli Sciti. In questa epoca Antioco si assicurò anche la fedeltà degli abitanti della Mesopotamia ricostruendo il grande tempio di Ezida in Babilonia e assumendo caratteristiche regali tipiche della cultura Babilonese. Negli ultimi anni tentò di recuperare il controllo delle province di Asia Minore, ma fu rovinosamente sconfitto nei pressi di Sardi dalle forze del regno di Pergamo, morendo poco tempo dopo.
Nel 261 a.C. gli successe il figlio Antioco II, che intraprese una serie di conflitti contro i Tolemei (Seconda guerra siriaca) che terminò con la cacciata dei Tolomei dall'Asia Minore. Le città liberate dal governo tolemaico venerarono Antioco come un dio, e infatti egli assunse l'epiteto di Teos. Tolomeo Filadelfo, finita la guerra, consolidò la pace con Antioco mediante un matrimonio tra lo stesso sovrano seleucide e la figlia Berenice, per sposare la quale Antioco ripudiò Laodice I. Pare che Antioco abbia inoltre riconquistato parti della Tracia. Morì improvvisamente poco dopo, secondo alcuni avvelenato dalla ex-moglie Laodice: la sua improvvisa morte causò una crisi dinastica che portò l'impero sull'orlo del crollo.

### La Terza Guerra Siriaca e la crisi
Alla morte di Antioco Teo la successione sarebbe dovuta passare al figlio avuto con Berenice, ma Laodice aveva avvelenato il marito proprio per mettere sul trono il figlioletto Seleuco II (detto Callinico, "dalla splendida vittoria"): Berenice chiese aiuto al fratello Tolomeo III Euvergete che calò in Siria con un immenso esercito dando inizio alla terza guerra siriaca. Le armate Tolemaiche occuparono rapidamente la Siria, ma non riuscirono a impedire che prima del loro arrivo Berenice e suo figlio venissero uccisi da Laodice. Tolomeo decise comunque di continuare la spedizione e dopo aver devastato la Siria si diresse verso la Mesopotamia, entrò a Babilonia (ma non riuscì a prenderne la rocca) e ottenne la sottomissione delle province orientali: nel frattempo suo figlio Magas con la flotta occupò la costa dell'Asia Minore e la Tracia.
Nel frattempo, a complicare ulteriormente la situazione di Seleuco, suo fratello Antioco Ierace si ribellò cercando di fondare un regno autonomo in Anatolia, e alleatosi con i Galati, sconfisse il fratello nella disastrosa battaglia di Ancyra. Ciononostante Seleuco riuscì in qualche modo a riprendersi dalle sconfitte e a riprendere la Siria, anche se poco dopo dovette interrompere il contrattacco a causa di una ennesima sconfitta militare per mano egizia. Il trattato di pace, benché umiliante (i Seleucidi furono costretti a cedere la città ancestrale di Seleucia di Pieria e la costa dell'Asia Minore) permise a Seleuco di mantenere il proprio regno. Poco dopo il fratello Antioco Ierace fu sconfitto dalle forze di Pergamo, e Seleuco ne approfittò per restaurare parte del proprio potere in Asia Minore. Ma la conseguenza più grave fu che i satrapi delle province orientali approfittarono dei disastri di Seleuco per rendersi indipendenti: Diodoto fondò il regno della Battria, che sopravvisse fino al 125 a.C., e la dinastia arsacide fondò in Partia un piccolo ma agguerrito stato che col tempo avrebbe soppiantato i Seleucidi. Seleuco tentò di recuperare quantomeno la Partia, ma Arsace riuscì non solo a respingere l'invasione ma addirittura, secondo alcuni, a catturare il re.
Anche il tentativo di prendere la Cappadocia terminò in un disastro nel quale Seleuco perse 20.000 uomini. Alla morte di Seleuco il regno era fortemente indebolito, ma quantomeno aveva evitato il collasso; gli successe nel 225 a.C. il figlio Seleuco III, che tentò di restaurare l'autorità imperiale in Asia Minore ma rimase ucciso dai propri mercenari nel 223 a.C. La campagna in Asia fu continuata da suo zio Acheo, che riuscì efficacemente a respingere le forze del regno di Pergamo costringendo Attalo I a barricarsi a Pergamo.

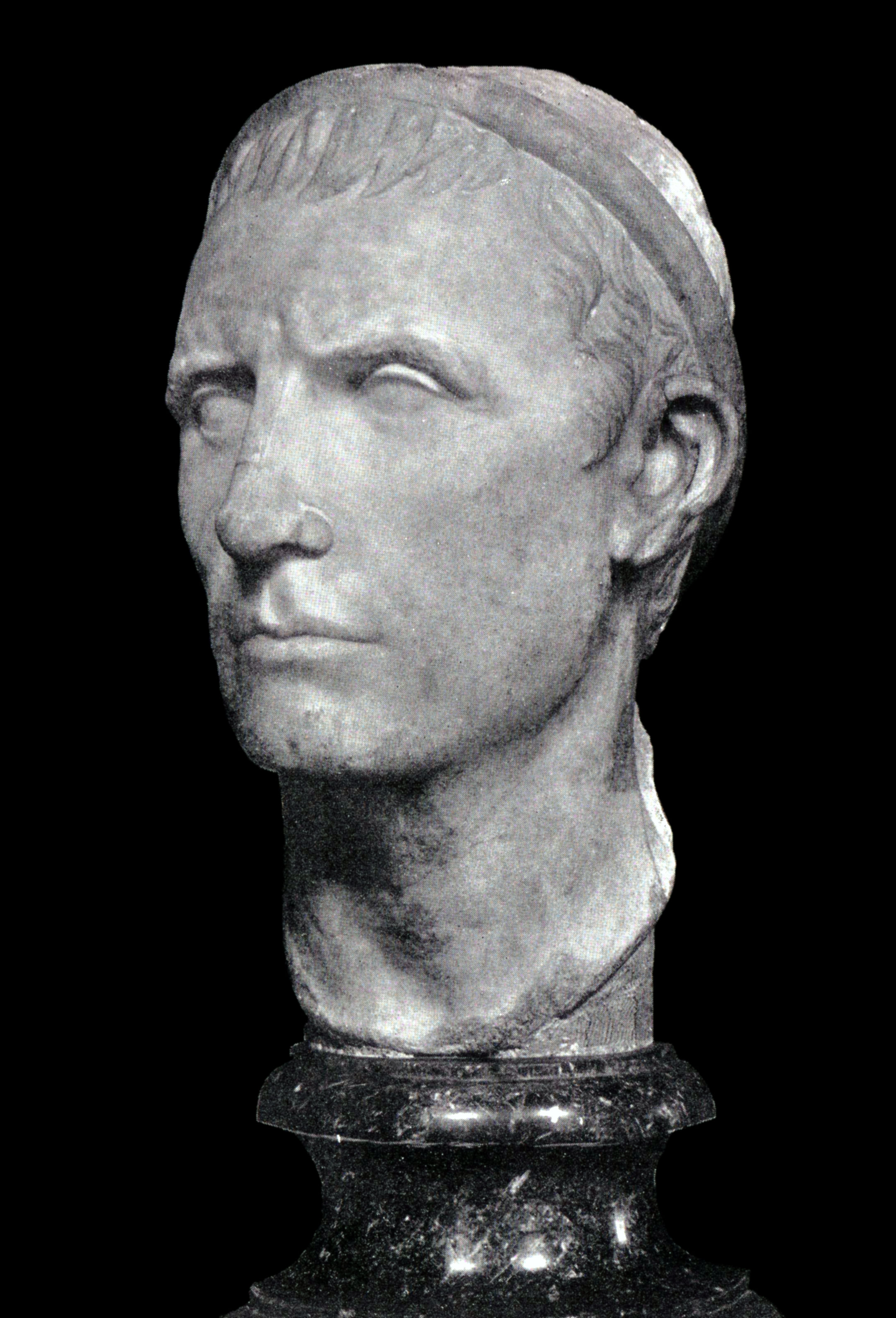
Busto di Antioco il Grande, sotto il quale l'Impero seleucide raggiunse la sua massima estensione.

### La restaurazione di Antioco il Grande e la guerra contro Roma
Dopo la morte di Seleuco la corona passò a suo fratello Antioco III, che avrebbe dimostrato eccellenti qualità militari e lo spirito di un vero re, diventando forse il più grande dei Seleucidi, dopo lo stesso Seleuco Nicatore. Al momento della sua ascesa al trono, il regno toccava tuttavia il suo minimo storico: lo zio Acheo, in presumibile accordo con i Tolomei, si era ribellato e aveva deciso di fondare un proprio regno in Asia Minore. Allo stesso modo i due fratelli Molone e Alessandro avevano reso indipendenti le province di Media e Persia; all'impero rimanevano dunque solo la Siria e la Mesopotamia.
Inoltre la corte era dominata dal corrotto ministro Ermia di Caria, che desiderava la debolezza del regno in modo da rendere il sovrano più malleabile. Tuttavia Antioco reagì con prontezza: sconfisse in battaglia Molone, costringendo al suicidio i due satrapi ribelli; dopodiché costrinse il principe ribelle Ariobazane ad accettare la sovranità seleucide. Ripristinata in parte l'autorità imperiale ad oriente, Antioco tentò di entrare in possesso della Celesiria, che riteneva essere una legittima proprietà della sua famiglia: iniziò così la quarta guerra siriaca (219 a.C./ 217 a.C.) . Sebbene Antioco fosse riuscito nei primi due anni a sconfiggere più volte i Tolomei e a occupare tutta la regione, Tolomeo IV lo sconfisse nella grande battaglia di Raphia.
Al seleucide fu tuttavia consentito di rimanere in possesso di Seleucia di Pieria. Nel 216 a.C. si volse contro l'usurpatore Acheo, che fu costretto a rinchiudersi a Sardi, espugnata dopo un breve assedio; Acheo fu catturato poco dopo mentre tentava di fuggire dalla rocca e fu immediatamente messo a morte. Riunita così gran parte del regno, Antioco decise di riconquistare definitivamente le province orientali intraprendendo una colossale spedizione orientale detta Anabasi, con un esercito di ben 100.000 fanti e 20.000 cavalieri: Antioco riuscì rapidamente a sottomettere l'Armenia, per poi avanzare contro il regno dei Parti. I Parti tentarono di arrestare l'avanzata di Antioco asserragliandosi nelle gole della catena montuosa dell'Elburz ma furono sconfitti nella battaglia di Monte Labo; successivamente Antioco riuscì a espugnare la città di Siringe, capitale dell'Ircania.
I Parti dovettero dunque accettare la sovranità seleucide e diventare tributari. Antioco avanzò poi contro il regno greco-battriano: il re di Battria, Eutidemo I, tentò di impedire alle truppe Seleucidi di avanzare nei suoi territori mandando una grande armata di cavalleria a presidiare i guadi del fiume Ario, ma Antioco battendosi personalmente con valore li sconfisse (battaglia dell'Ario). Dopo avere assediato per due volte la città di Bactra, accettò la sottomissione di Eutidemo e cementò il patto di pace con un matrimonio dinastico. Antioco arrivò infine in India dove il re Sofagaseno gli regalò degli elefanti e ripristinò l'antico patto di alleanza fra Seleuco I e Chandragupta Maurya alla fine del IV secolo a.C. Dopo la spedizione, Antioco venne soprannominato Megas, "il grande", per le qualità delle quali aveva dato prova. Durante il ritorno sottomise e rese tributario il regno arabo di Gerrha.

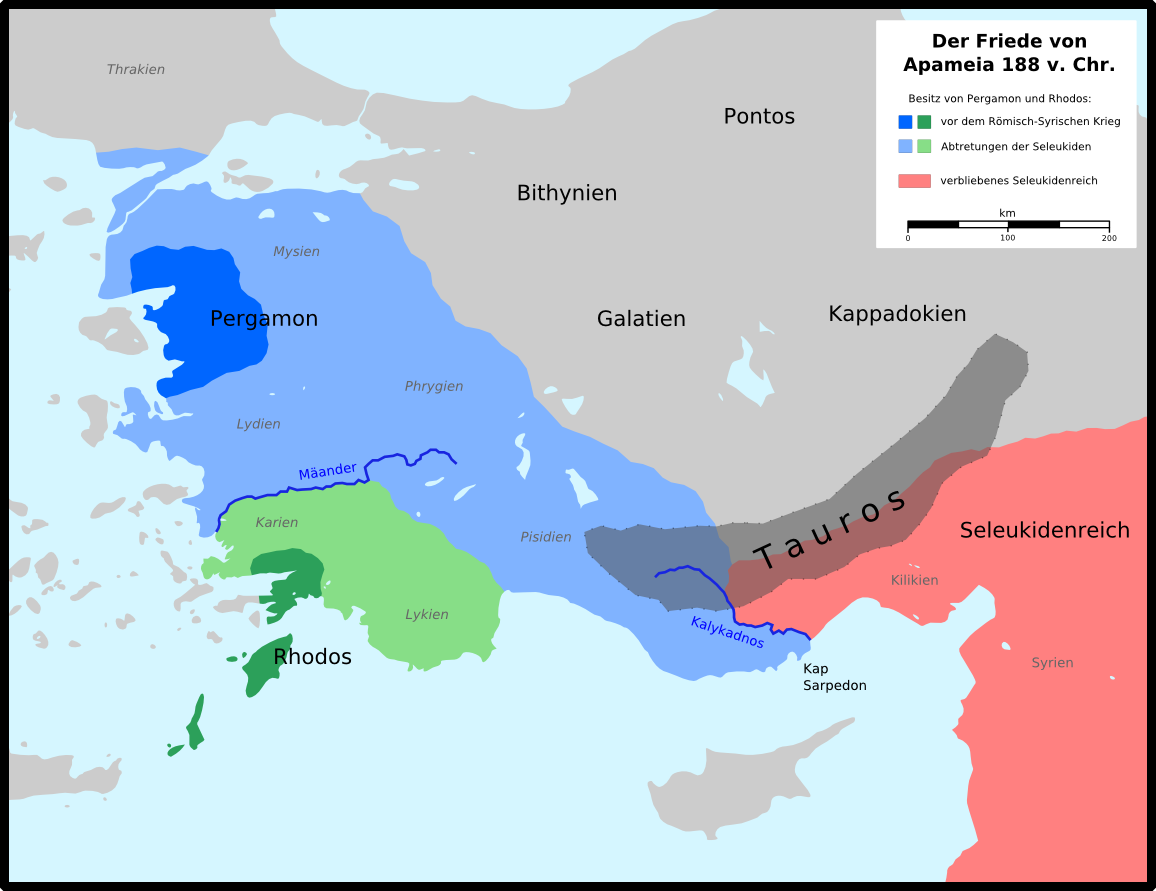
La spartizione dell'Asia Minore dopo la pace di Apamea. In rosso, l'Impero seleucide.

Dopo avere ripristinato il prestigio e le ricchezze dell'impero, Antioco si alleò con Filippo V di Macedonia per spartirsi i domini del regno Tolemaico iniziando la Quinta guerra siriaca, nella quale il seleucide vendicò la sconfitta di Raphia sconfiggendo nel 198 a.C. le forze Tolemaiche nella grande battaglia di Panion, chiudendo dunque la disputa sul possesso della Celesiria a favore dei Seleucidi. Antioco portò a fondo i propri progetti di restaurazione imperiale: negli anni successivi occupò gran parte delle città dell'Anatolia e giunse fino in Tracia, dove ricostruì l'antica città di Lisimachia.
Il sovrano si ritenne dunque soddisfatto di avere ricomposto totalmente l'impero dei suoi avi. Tuttavia la potenza di Antioco cominciava a innervosire i Romani, coi quali cominciò un periodo di "guerra fredda" caratterizzato da un progressivo aumento della tensione, tanto che Antioco accolse nella sua corte il famoso generale cartaginese Annibale. Nel 192 a.C. Antioco fece il primo passo con una spedizione in Grecia, contando sul supporto della Lega etolica e altri stati greci: iniziò così la Guerra romano-siriaca. Antioco fu tuttavia sconfitto dalle truppe romane nella battaglia delle Termopili, dopo la quale fu costretto a ritirarsi in Asia. Dopo una serie di sconfitte navali, non poté impedire ai Romani di sbarcare in Asia Minore, e fu infine definitivamente sconfitto nella disastrosa battaglia di Magnesia. A seguito dell'umiliante pace di Apamea il sovrano dovette pagare una esorbitante indennità di 15.000 talenti, cedere tutte le province al di là del Monte Tauro, rinunciare alla propria flotta e far uccidere tutti i propri elefanti da guerra. Antioco morì nel 187 a.C. mentre tentava di saccheggiare un tempio per ottenere le ricchezze necessarie a pagare il tributo.

### La fase di stabilità

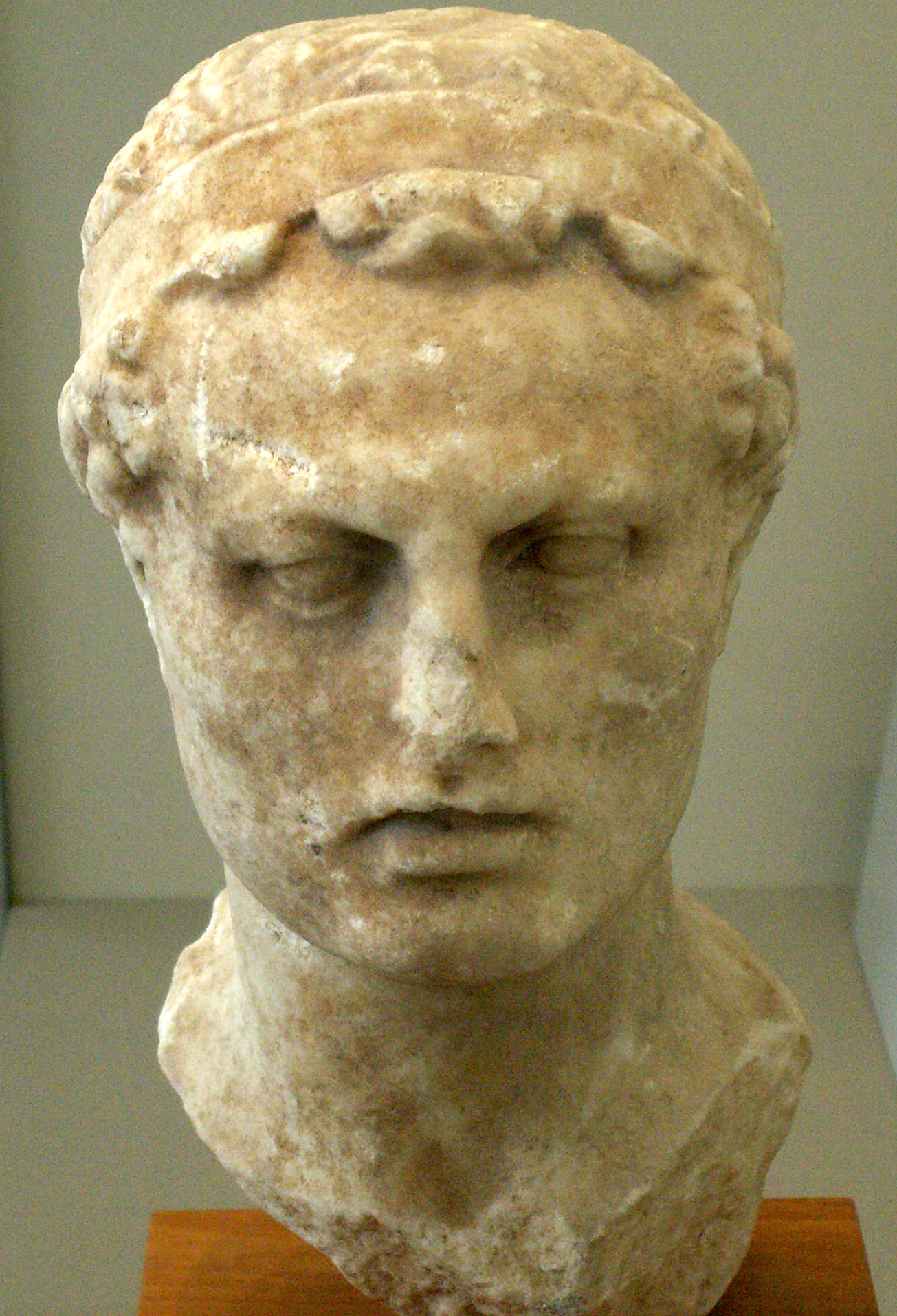
Antioco Epifane arrivò quasi a far crollare il regno Tolemaico, secolare rivale dei Seleucidi.

La sconfitta contro i romani causò la fine delle aspirazione universalistiche dei Seleucidi, che continuarono tuttavia ad essere lo stato più potente del vicino e medio oriente. Il regno di Seleuco IV Filopatore fu sostanzialmente povero di avvenimenti: il figlio di Antioco il Grande infatti si attenne scrupolosamente ai termini della pace di Apamea e governò senza mai intraprendere guerre. Tuttavia dovette tassare le ricchezze dei templi per ottenere il denaro necessario al pagamento del tributo, perdendo prestigio e popolarità presso i sudditi. Quando nel 175 a.C. Seleuco fu assassinato dal suo ministro Eliodoro, il fratello Antioco IV Epifane ne approfittò per impossessarsi del trono. Come il padre, Antioco fu un sovrano energico e un abile militare.
Nel 170 a.C., quando venne a sapere che i Tolomei stavano organizzando una campagna per riprendere il possesso della Celesiria, Antioco lanciò un attacco preventivo in Egitto che diede inizio alla Sesta guerra siriaca. Sbaragliata l'armata nemica a Pelusio, Antioco devastò l'Egitto e arrivo persino a volerne diventare re: tuttavia quando ormai Antioco stava assediando Alessandria, i Romani mandarono un'ambasceria per intimare al seleucide di ritirarsi immediatamente. Antioco dovette obbedire, segnando in modo definitivo la sudditanza degli stati ellenistici alla potenza romana. Di ritorno, saccheggiò Gerusalemme e proibì la pratica della religione ebraica; di reazione, gli ebrei, capeggiati dalla famiglia dei Maccabei, si ribellarono, divenendo presto una spina nel fianco dell'impero.
Antioco organizzò, al ritorno dalla spedizione in Egitto, una fastosa parata nel sobborgo di Dafne, che divenne nota come la più grande festa mai celebrata nella storia: lo scopo era presumibilmente di mettere in ombra l'insuccesso politico della campagna in Egitto e dare anzi una prova di ricchezza e potenza. In seguito Antioco sconfisse i banditi che infestavano la Cilicia e schiacciò la ribellione di Artaxias I d'Armenia, costringendolo ad accettare la sovranità seleucide. Negli ultimi anni tentò, come il padre, un spedizione in Oriente, presumibilmente per ridimensionare la crescente potenza dei Parti; tuttavia morì improvvisamente di malattia in mezzo alla spedizione.
Il trono passò nel 164 a.C. al figlio Antioco V Eupatore, che governò con il sostegno del tutore Lisia. Il giovane re affrontò risolutamente la questione della ribellione ebraica, sconfiggendo i ribelli nella grande battaglia di Beth-Zacharia. Non riuscì tuttavia a concludere la questione perché giunse la notizia che un generale ribelle aveva occupato la capitale, Antiochia. Lisia e il re decisero dunque di concedere la libertà religiosa agli ebrei a patto che essi accettassero la sottomissione. Tornati alla capitale, schiacciarono facilmente la sommossa. Tuttavia il loro potere fu gravemente danneggiato da una delegazione romana che girò per le città della Siria facendo uccidere tutti gli elefanti in accordo con i termini delle pace di Apamea. La situazione si fece ancora più difficile quando il legato romano fu ucciso da un siriano esasperato per il servilismo del sovrano. Non fu dunque difficile per Demetrio I, figlio di Seleuco IV, all'epoca ostaggio a Roma, prendere il possesso del regno con un colpo di mano. Dopo avere fatto uccidere Antioco e Lisia, il nuovo re dovette affrontare la ribellione di Timarco, che all'epoca di Antioco Epifane e di suo figlio era a capo delle province orientali. Costui si dichiarò indipendente e invase Babilonia: Demetrio riuscì a sconfiggerlo e ucciderlo, e fu chiamato Soter ("il salvatore") per essere riuscito a tenere unito il regno. Dopodiché, Demetrio decise di espandere il regno: l'azione si articolò su tre fronti.
Per prima cosa sostenne l'ascesa di Oroferne sul trono di Cappadocia in opposizione ad Ariarate V, che invece era sostenuto dal regno di Pergamo; in secondo luogo tentò di corrompere il governatore Tolemaico di Cipro affinché gli cedesse l'isola, ma il governatore fu scoperto e ucciso, dunque la manovra fallì; infine si risolse a sottomettere ancora più risolutamente gli ebrei. Nonostante inizialmente il suo generale Bacchide fosse riuscito a uccidere il leader dei ribelli, Giuda Maccabeo, anche quest'operazione si concluse con un fallimento. Questa politica ebbe anzi il risultato di attirare l'inimicizia di tutte le potenze locali, che finirono per appoggiare un presunto figlio di Antioco Epifane, un uomo di nome Alessandro Bala. Alessandro in realtà era un ragazzo comune che tuttavia assomigliava vagamente ad Antioco Epifane, e il popolo lo riconobbe perché Demetrio era assai odiato. Col sostegno del faraone egiziano Tolomeo VI, del re di Pergamo Attalo II e implicitamente dai Romani, il giovane reclamò il trono: cominciò così una guerra civile. Demetrio riuscì comunque a vincere una prima battaglia. Tuttavia, in un secondo scontro, dopo avere ucciso migliaia di nemici, morì in mezzo ai combattimenti. Alessandro si insediò così sul trono nel 150 a.C, mentre i figli di Demetrio andarono in esilio.

### Il declino
Dopo la morte di Demetrio I il regno perse gran parte della sua potenza, logorato dalle guerre civili continuamente alimentate dai romani e dagli stati vicini per tenere il regno di Siria in uno stato di costante debolezza. I Parti, specialmente sotto il regno di Mitridate I il Grande, approfittarono di questa debolezza per invadere le ricche province di Persia e di Media, forse già durante la rivolta di Timarco; allo stesso modo i Giudei estesero i loro territori approfittando delle lotte dinastiche. Alessandro, per aumentare il sostegno al proprio governo, garantì numerosi privilegi agli ebrei che divennero formalmente indipendenti. Nel 145 a.C. Tolomeo VI decise di non supportare più Bala e sostenne anzi Demetrio II Nicatore, figlio di Demetrio Sotere, che sbarcò in Siria con un esercito di mercenari. I due occuparono Antiochia mentre Bala stava schiacciando una rivolta di Cilicia: Alessandro tentò disperatamente di recuperare il proprio regno nella battaglia di Enoparo, dove venne sconfitto.
Fu ucciso poco dopo da un principe arabo dal quale si era rifugiato, mentre Tolomeo morì a causa delle ferite. Demetrio restava dunque unico re di Siria. Tuttavia il re era assai impopolare: il suo governo era infatti sostenuto dai mercenari cretesi, che iniziarono un tirannico regime di saccheggi e abusi. Gli antiocheni si ribellarono in massa e il sovrano rischiò il trono, finché un corpo di tremila mercenari ebraici non riuscì a salvarlo appiccando fuoco agli edifici della città, che fu quasi rasa al suolo. Dopo un terribile massacro, la rivolta venne soppressa. Tuttavia poco dopo Diodoto, un generale che aveva servito sotto Bala, lo scacciò da Antiochia e mise sul trono il figlio di Alessandro, Antioco VI Dioniso. Cominciò così una dura guerra civile, nella quale Demetrio controllava Seleucia, la Cilicia, la Mesopotamia e la Celesiria mentre Diodoto controllava la Siria centrale. Nel 141 a.C. i Parti invasero Babilonia e Demetrio fu costretto a contrattaccare. Il seleucide riuscì a sconfiggere più volte i Parti, tuttavia fu preso prigioniero durante una ambasciata e la sua spedizione fallì.
Diodoto nel frattempo aveva fatto uccidere il giovane Antioco VI e si era fatto incoronare con il nome di Trifone. La ex moglie di Demetrio, asserragliata a Seleucia, richiamò il fratello di Demetrio, Antioco VII Sidete, allora in esilio a Side, perché prendesse il trono. Antioco dimostrò di essere l'ultimo seleucide di una certa statura: nel 139 a.C. sbarcò a Seleucia e riuscì a sconfiggere Trifone in battaglia, costringendolo a chiudersi prima a Dora, poi ad Apamea, nella quale l'usurpatore si suicidò. Dopodiché Antioco riuscì a riunificare tutta la Siria, che ormai si era quasi disgregata. Nel 132 a.C. attaccò la Giudea e assediò Gerusalemme, costringendo Giovanni Ircano I a pagare un tributo, sottomettersi e fornire soldati per le future guerre di Sidete. Nel 130 a.C. Antioco attraversò l'Eufrate con 80.000 uomini (di cui 10.000 giudei comandati da Ircano) e sconfisse i Parti di Fraate II in tre battaglie campali, riconquistando la Mesopotamia, la Persia e la Media. Tuttavia, l'anno successivo (129 a.C.) il sovrano fu ucciso in un'imboscata durante la Battaglia di Ecbatana; dopo la sua morte, le forze militari seleucidi collassarono ed i territori orientali furono riconquistati dai Parti.
Dopo la morte di Antioco VII l'Impero seleucide precipitò in una guerra civile tra i vari pretendenti al trono: negli otto anni seguenti, la corona siriana passò nelle mani di vari sovrani ed usurpatori (Demetrio II Nicatore, Alessandro II Zabina, Cleopatra Tea, Seleuco V Filometore) fino a quando Antioco VIII Gripo riuscì nel 121 a.C. ad eliminare i vari pretendenti avversari e a riportare stabilità, acquisendo peraltro una discreta popolarità tra i sudditi.
Tuttavia, nel 116 a.C. una nuova guerra civile scoppiò tra Antioco VIII ed il suo fratellastro Antioco IX Ciziceno; approfittando di tale conflitto, nel 110 a.C. la Giudea si ribellò nuovamente al dominio seleucide, divenendo un regno indipendente sotto la guida di Giovanni Ircano I. L'Impero era ormai in uno stato di totale sfacelo, in balia di guerre continue e sotto la crescente influenza delle potenze straniere.

### La fine
All'inizio del I secolo a.C. l'Impero seleucide era ormai ridotto a niente più che Antiochia e alcune città siriane; i Seleucidi continuavano ormai ad esistere solamente perché nessun'altra nazione intendeva annetterli, essendo il loro regno un utile Stato cuscinetto tra le potenze circostanti. Nelle guerre combattute in Anatolia tra Mitridate VI del Ponto ed il dittatore romano Lucio Cornelio Silla, i Seleucidi vennero sostanzialmente ignorati dai due combattenti.
Nell'83 a.C. il re dell'Armenia Tigrane II il Grande invase la Siria: dopo aver rapidamente annientato ciò che restava degli eserciti seleucidi ed ucciso il re Filippo I Filadelfo, il sovrano armeno annesse al suo regno l'ormai decaduto Impero. Tigrane venne però sconfitto nel 69 a.C. dal generale romano Lucio Licinio Lucullo, che ricostituì un regno seleucide come vassallo della Repubblica Romana, ponendovi a capo Antioco XIII Asiatico.
Nel 65 a.C. Filippo II Filoromeo, cugino di Antioco, tentò di usurpare il trono seleucide, facendo cadere il regno vassallo nell'ennesima guerra civile. Irritato e preoccupato dalla continua instabilità della Siria, il generale romano Gneo Pompeo Magno destituì sia Antioco che Filippo e trasformò la Siria in una provincia romana, ponendovi a capo il proconsole Marco Emilio Scauro.

## Politica e amministrazione

### Politica interna

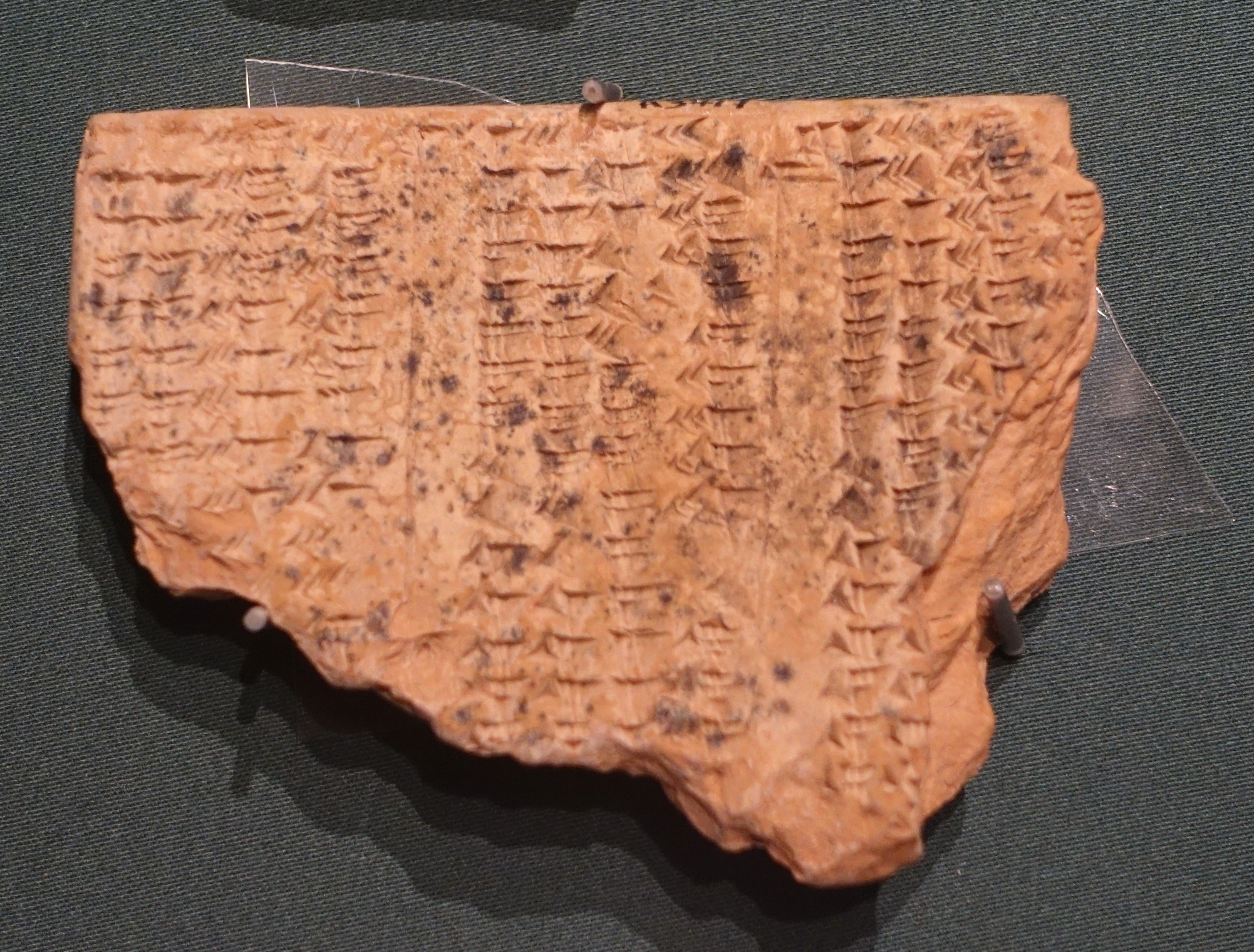
Tavoletta astronomica babilonese di epoca seleucide. Sotto il governo seleucide la cultura babilonese ebbe un nuovo impulso.

L'Impero seleucide soffriva del problema di essere un impero sostanzialmente greco-macedone in pieno territorio asiatico, senza nessun contatto con la madrepatria. I sovrani si resero immediatamente conto che era impossibile gestire un impero così vasto in maniera diretta. La prima soluzione fu di fondare numerose colonie militari abitate da greci (katoikie), che avrebbero garantito non solo un serbatoio costante di reclute da impiegare nella falange macedone, ma anche un discreto controllo sul territorio e sulle rotte commerciali.
Sia Seleuco Nicatore sia suo figlio Antioco Soter fondarono un enorme numero di città, popolate presumibilmente da coloni greci o attraverso la pratica del sinecismo: le piccole comunità rurali, che erano povere e si indebitavano facilmente, venivano costrette a fondersi in città produttrici di ricchezza e più facili da controllare. Le due città più grandi erano Antiochia sull'Oronte e Seleucia sul Tigri, ma non esisteva un'autentica capitale: vi erano capoluoghi regionali, ciascuno dotato di un palazzo reale che avrebbe ospitato il re o il ministro da lui inviato. Tuttavia anche così sarebbe stato impossibile gestire un territorio così vasto, articolato in ben 73 satrapie. Dunque fu operata una sorta di divisione amministrativa fra zone ad amministrazione diretta e indiretta: vi erano territori sotto il controllo diretto del sovrano, come la Siria, che sarebbe stato l'autentico cuore pulsante dell'impero, alcune province in Asia Minore, la Media e la Mesopotamia; queste zone sarebbero state amministrate da burocrati e paggi imperiali.
Altre zone sarebbero invece state lasciate in una condizione di semi-indipendenza: i popoli sottomessi avrebbero avuto diritto ad avere un proprio sovrano e proprie leggi, ma avrebbero dovuto pagare un tributo al governo centrale. Un esempio è quello dei giudei, che erano governati da un sommo sacerdote ebraico, delle città greche dell'Asia Minore, che avevano un governo autonomo, della Persia, governata da un Frataraka (una sorta di figura sacerdotale) e dei territori amministrati dai templi. I sovrani avevano comunque una certa influenza su queste zone: potevano scegliere di persona il governante e dargli ordini indiretti: ad esempio, tentavano di far sì che le classi dominanti assorbissero la cultura ellenica e diventassero, oltre che asiatici, culturalmente greci. Questa politica culturale avrebbe dovuto garantire un rapporto empatico fra le classi dominanti e il sovrano, mentre la diffusione della lingua greca in tutta l'Asia avrebbe permesso una maggiore mobilità e uno sviluppo dei commerci. La politica culturale dei Seleucidi consisteva in parte nell'ellenizzazione dei popoli conquistati, in parte nell'assimilazione delle loro particolarità culturali per creare un rapporto empatico. Infatti il centro di tutte queste numerose entità autonome, semi-autonome o non autonome era proprio la figura del sovrano.

#### Il Sovrano

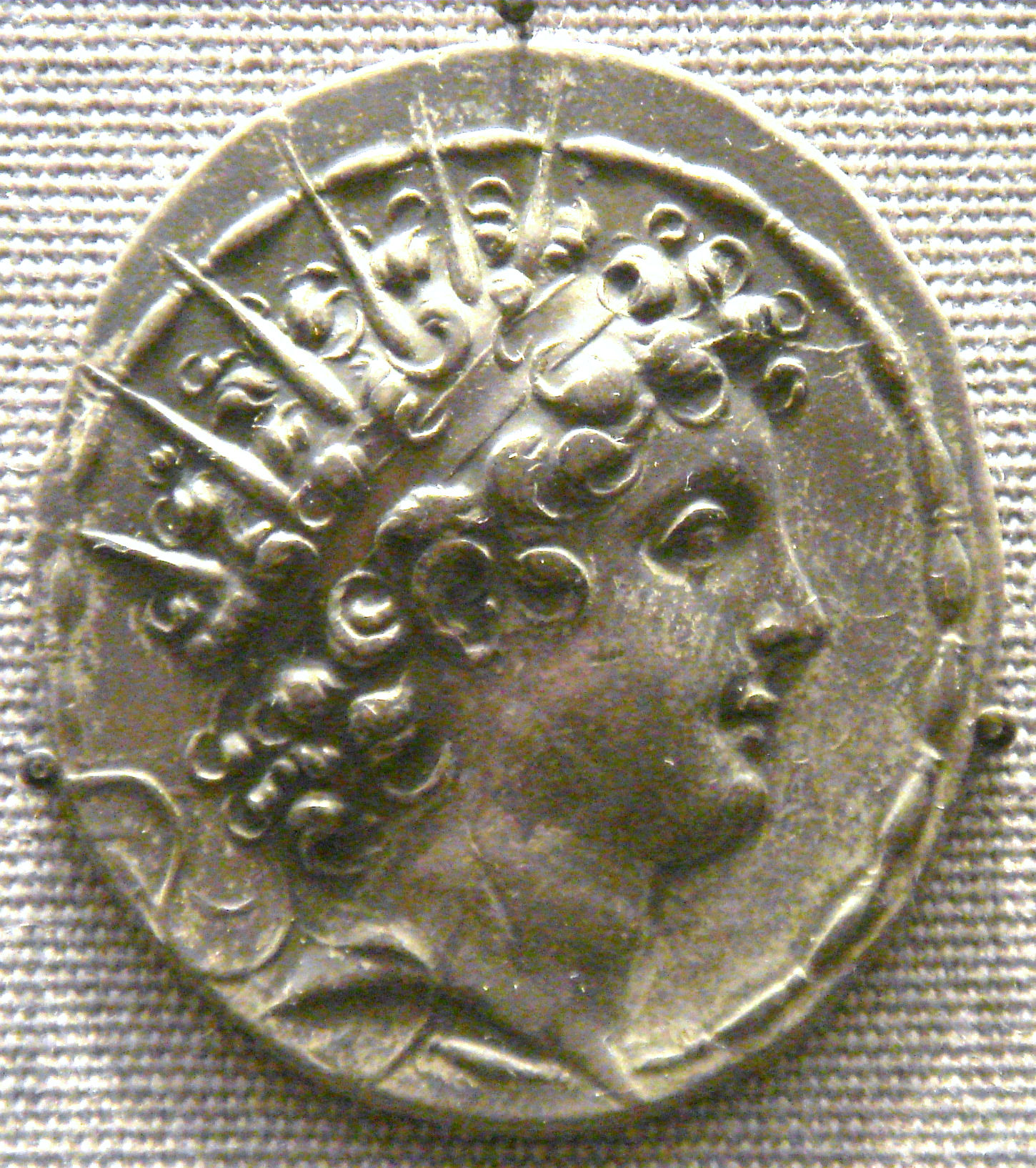
Moneta di Antioco VI. Si noti come la corona ricordi i raggi solari, stabilendo una analogia fra il sovrano e l'entità divina del sole.

I Seleucidi dovettero immediatamente affrontare il problema di gestire un impero pressoché sconfinato e composto da realtà culturali assai differenti tra di loro. Se le città greche dell'Asia Minore erano abituate ad avere dei governi autonomi, i Mesopotamici al contrario concepivano una regalità divinizzata, mentre i macedoni che abitavano l'impero vedevano nella figura del re principalmente un condottiero. I Seleucidi dovettero dunque far convergere tutte queste esigenze nella propria persona, assumendo numerosi volti a seconda della cultura che vi era trattata: alcuni storici hanno individuato un calzante paragone dei sovrani ellenistici come attori, sempre attenti a interpretare una parte calzante con la cultura dei luoghi dominati. Ad esempio per governare più facilmente la Mesopotamia, i Seleucidi assunsero epiteti e ritualità degli antichi sovrani Babilonesi, creando una sorta di immaginaria continuità fra gli antichi re di Babilonia e se stessi.
Un esempio formidabile è quello del completamento del tempio di Ezida ad opera di Antioco Soter: nel cilindro che ci testimonia questa opera del sovrano, troviamo l'immagine di un monarca perfettamente integrato nella cultura babilonese, che ne diventa anzi protettore e continuatore. Allo stesso modo il re, più che cercare di farsi riconoscere come monarca assoluto dalle città greche, vuole apparire come un protettore, un benefattore, un custode della libertà. Al monarca vengono attribuite caratteristiche divine, saggezza, potenza militare, universalismo: sono proprio le sue straordinarie qualità a renderlo degno di possedere l'impero, un possesso che trova legittimazione nel diritto di lancia: come Alessandro Magno aveva reclamato l'Asia con la forza delle armi, così i sovrani Seleucidi la mantenevano in virtù della loro potenza e ricchezza.
Infatti, come nella tradizione macedone, la monarchia ha una forte caratterizzazione militare: il sovrano deve dimostrare continuamente di essere degno del suo status attraverso le imprese militari e combattendo in testa alle truppe; non a caso molti sovrani morirono in combattimento. Il monarca non doveva tuttavia mostrare il proprio potere solo attraverso le armi, ma anche con la magnificenza: grandi parate, sfarzose feste, ricchi donativi ai templi e finanziamenti a grandiose opere pubbliche in tutto il mondo erano i mezzi attraverso i quali il re dimostrava splendore e teneva alto il prestigio del regno.

#### L'erede al trono e la famiglia reale
Immediatamente dopo il sovrano per importanza viene il suo primo figlio, erede al trono: costui deve accompagnare il padre nelle imprese militari per guadagnare esperienza e abilità: quanto è abbastanza maturo viene fatto co-reggente e investito della dignità di viceré delle province orientali, garantendo così non solo un controllo più attento dei territori ma anche una successione armoniosa. Seleuco Nicatore iniziò questa tradizione facendo prima comandare a suo figlio l'ala sinistra del suo esercito nella battaglia di Ipso, poi nominandolo viceré delle province orientali. Così fece lo stesso Antioco con suo figlio Seleuco, che tuttavia si ribellò e fu ucciso. Anche Antioco III fece guidare a suo figlio Antioco il prestigioso corpo dei catafratti e più tardi lo nominò ancora viceré delle province imperiali. In generale, tutti i figli del sovrano venivano investiti di cariche importanti, come Seleuco IV che durante il regno del padre amministrò la Tracia; anche la regina aveva un ruolo importante nell'amministrazione, soprattutto quando il re era impegnato in campagne militari.

#### IFiloie gli etnarchi
Sotto la famiglia reale vi erano tutte quelle figure che avrebbero formato la classe dominante dell'impero, ovvero i Filoi, gli "amici" del re. Questi burocrati potevano avere compiti molti variegati: dall'amministrare satrapie e province, alla diplomazia, fino a ricoprire la carica di ufficiali militari. Un esempio è quello di Zeusi, amico d'infanzia di Antioco il Grande, che partecipò alla spedizione contro Molone in qualità di generale, divenne poi satrapo delle Lidia, comandò la falange seleucide durante la battaglia di Magnesia e si occupò più tardi delle trattative di pace. Altre cariche erano quelle di governatore, primo ministro e tesoriere. Questa variegata e flessibile classe dirigente avrebbe permesso di controllare efficientemente l'impero, disponendo anche di una grande libertà d'azione rispetto al governo centrale. Oltre ai paggi reali, che erano allevati a corte assieme al sovrano, i filoi potevano essere anche stranieri volenterosi di offrire i propri servigi. Un esempio famoso è quello di Annibale, che sotto Antioco il Grande amministrò la Fenicia e divenne ammiraglio di una flotta seleucide. Come già accennato, altre zone erano invece affidate a etnarchi dipendenti dal governo centrale.

### Economia
Il regno seleucide si trovava in una fortunata posizione geografica: il suo territorio comprendeva gran parte della via della seta, le strade reali persiane e molte delle rotte commerciali che conducevano i prodotti orientali in occidente: questo permise alla dinastia di accumulare una enorme prosperità. Sotto il governo seleucide, grazie all'accorta amministrazione del re e dei suoi ministri, la Siria aumentò enormemente la propria popolazione e divenne una terra straordinariamente prospera: la cosiddetta Tetrapoli siriana, ovvero il quadrangolo costituito dalle quattro città di Antiochia sull'Oronte, Seleucia di Pieria, Laodicea sul mare e Apamea, divenne forse la regione più ricca del mondo conosciuto.
La straordinaria prosperità di cui l'Asia godette sotto i Seleucidi è testimoniata anche dalla grande fama di sfarzo e lusso di cui godettero i Siriani e i greci di Siria nel mondo romano: non di rado gli eserciti Seleucidi sono descritti come magnifici, dotati di armi impreziosite con metalli pregiati, come pure le grandi parate a Dafne (fra cui spicca quella di Antioco Epifane) entrarono quasi nella leggenda; non a caso il trionfo dei romani su Antioco il Grande fu definito il più grande e sfarzoso mai avvenuto. Questa grande ricchezza ebbe origine anche dalla mentalità più imprenditoriale dei burocrati greci rispetto al lassismo dei satrapi Achemenidi. Anche l'urbanizzazione dell'Asia e l'efficiente sistema tributario e di tassazione ebbero un ruolo importante nel garantire la prosperità dell'impero.

I Seleucidi riuscirono dunque a creare forme di governo durevoli ed efficienti che furono certamente alla base della grande potenza militare dell'impero. Le originali soluzioni amministrative consentirono alla dinastia di governare eccellentemente un impero vasto e multietnico, che avrebbe avuto una vita molto più lunga se i romani non avessero prematuramente mandato in crisi l'impero prima con la sconfitta della guerra siriaca e poi mantenendo il regno in uno stato di costante guerra civile. 

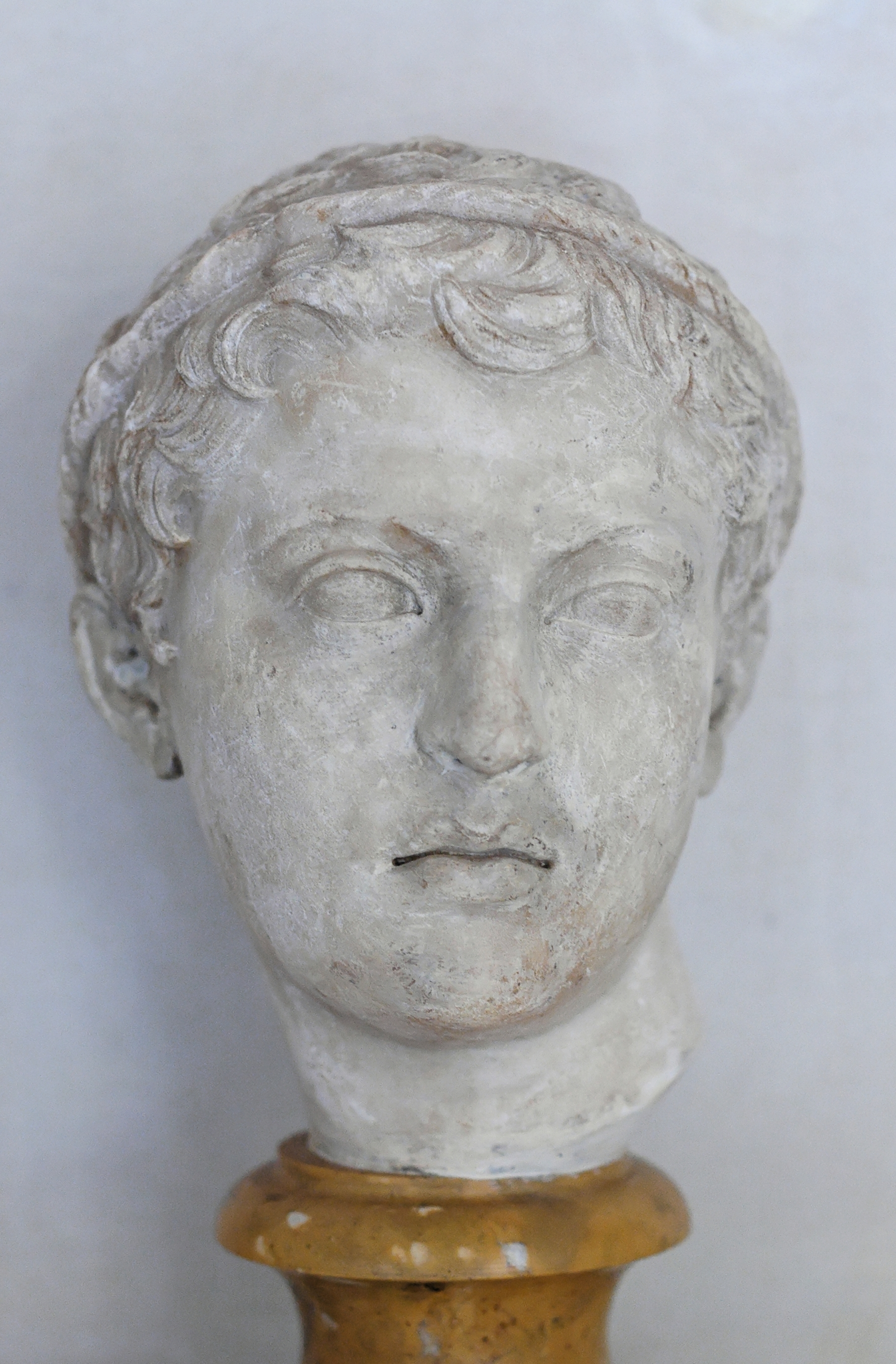
Ritratto di un giovane principe seleucide, II secolo a.C.

## L'esercito seleucide
I Seleucidi furono in grado di schierare eserciti molto potenti. A Raphia, per esempio, avevano radunato ben 62.000 fanti, 6.000 cavalieri (2.000 iranici, 2.000 siriani e 2.000 Galati mercenari) e 102 elefanti indiani. Il nerbo di queste forze era la falange, formata da 20.000 pezeteri e 10.000 falangiti scelti (Argiraspidi). Le truppe erano di nazionalità molto variegata: per esempio, c'erano 5.000 mercenari greci, 10.000 guerrieri arabi, 3.000 Lidi, 3.000 Cilici, 19.000 Macedoni, 8.000 Persiani, 2.000 Medi, 2.000 Dahi, 3.000 Cretesi, 2.000 Carmani e 2.000 Cissi. La città di Apamea - racconta Strabone (XVI, 2) - aveva scuderie, costruite sempre da Seleuco, per 30.000 giumente, 3.000 cavalli e 500 elefanti. Giustino (XLI, 5-7) racconta che nel 209 Antioco partì da Ecbatana con 100.000 fanti e 20.000 cavalieri, dando il via ad una grande campagna militare a Hecatompylos (Sharud), attraverso Rhagai e le Porte Caspie. L'esercito di Antioco, nella battaglia nella pianura frigia del 190 a.C. contro i Romani (in cui Annibale svolse il ruolo di consigliere) mise in campo 60.000 fanti e 12.000 cavalieri.